# Třída Priyadarshini
Třída Priyadarshini je třída pobřežních hlídkových lodí indické pobřežní stráže. Celkem bylo postaveno osm jednotek této třídy.

## Stavba
Celkem bylo postaveno osm jednotek této třídy. Postavily je loděnice Garden Reach Shipbuilders & Engineers (GRSE) v Kalkatě a Goa Shipyard Limited (GSL) ve Vasco da Gama.
Jednotky třídy Priyadarshini:
| Jméno                        | Loděnice | Vstup do služby    | Status                   |
| ---------------------------- | -------- | ------------------ | ------------------------ |
| ICGS Priyadarshini (221)     | GRSE     | 25. května 1992    | vyřazena 29. srpna 2014  |
| ICGS Razia Sultana (222)     | GRSE     | 18. listopadu 1992 | vyřazena 1. června 2021  |
| ICGS Annie Beseant (223)     | GSL      | 7. prosince 1991   | vyřazena 10. ledna 2014  |
| ICGS Kamla Devi (224)        | GSL      | 20. května 1992    | aktivní                  |
| ICGS Amrit Kaur (225)        | GSL      | 20. března 1993    | vyřazena 20. března 2015 |
| ICGS Kanak Lata Barua (226)  | GRSE     | 27. března 1997    | vyřazena 23. června 2017 |
| ICGS Bhikaji Cama (227)      | GRSE     | 24. září 1997      | vyřazena 28. března 2018 |
| ICGS Sucheta Kripalani (228) | GRSE     | 16. března 1998    | vyřazena 28. března 2018 |

## Konstrukce
Plavidla jsou vyzbrojena jedním 40mm kanónem Bofors. Pohonný systém tvoří dva diesely MTU 12V538 TB82, o celkovém výkonu 5940 bhp. Nejvyšší rychlost dosahuje 24 uzlů. Dosah je 2400 námořních mil při ekonomické rychlosti 12 uzlů.